# Střelecký útok v Hanau
Střelecký útok v německém městě Hanau se odehrál 19. února 2020, okolo desáté hodiny večerní. Pachatel ozbrojený střelnou zbraní zastřelil 9 lidí v barech specializovaných na prodej vodních dýmek, v centru hesenského města Hanau. Po útoku jel k sobě do bytu, kde zastřelil svoji matku, a následně spáchal sebevraždu. Jeho motivace byla xenofobie a nenávist k migrantům. Všechny jeho oběti měly imigrační kořeny. Pět mrtvých mělo turecké občanství. Mezi oběťmi byl dále občan Rumunska a žena romského původu, která byla matkou dvou dětí.

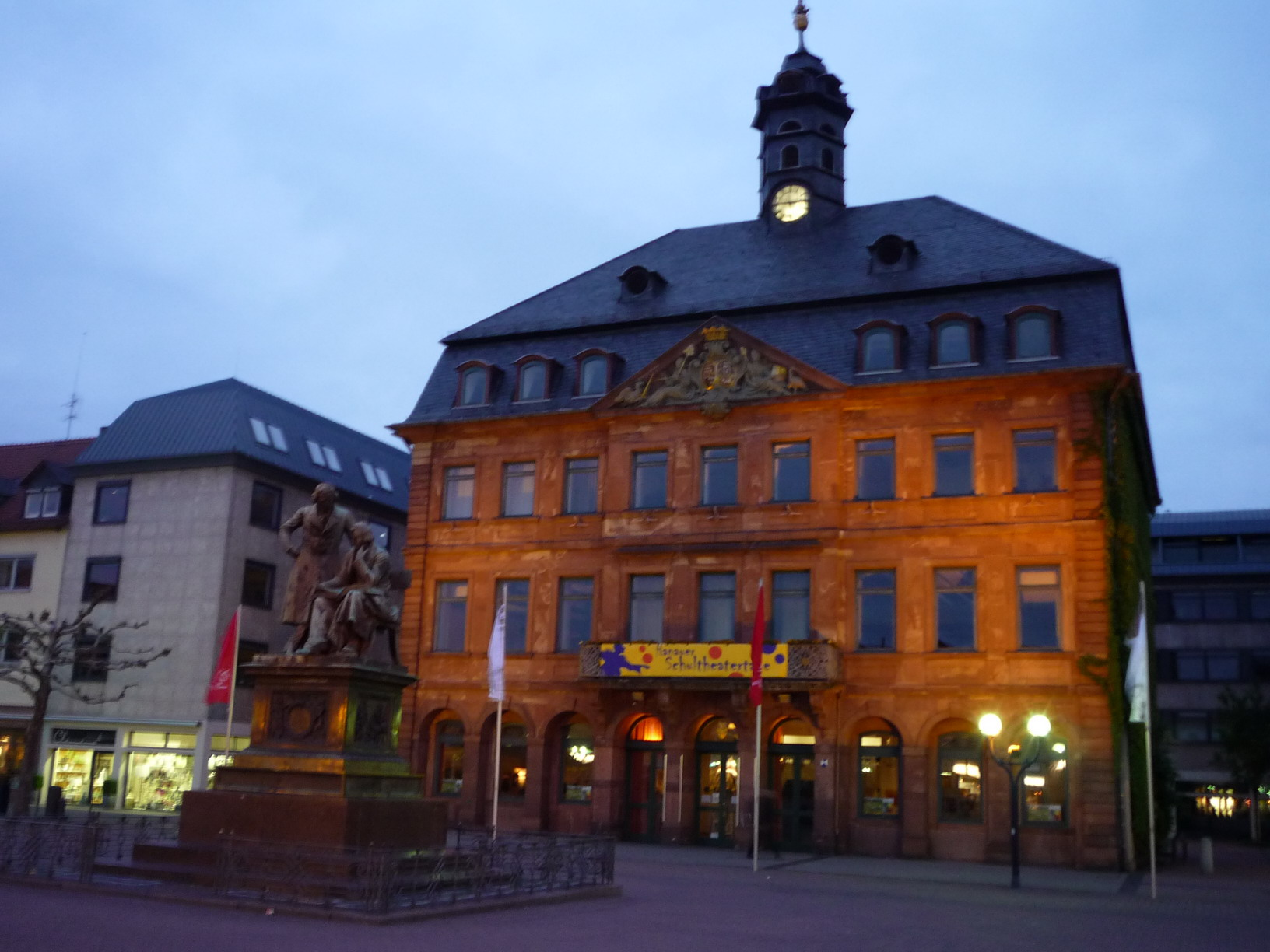
Hesenské město Hanau

## Průběh útoku
Útok se započal v baru s vodními dýmkami v centru města, který je hojně navštěvovaný Kurdy. Třiačtyřicetiletý obyvatel města Hanau Tobias Rathjen vstoupil do baru, kde legálně drženou zbraní zastřelil tři muže. Posléze se autem přemístil do stejně zaměřené provozovny, kde usmrtil dalších pět lidí. Své oběti střílel podle vyšetřovatelů zblízka do hlavy. Zraněno bylo šest lidí, z toho jeden velmi těžce. Nakonec spáchal útočník ve svém bytě sebevraždu. Ještě předtím zastřelil svou dvaasedmdesátiletou matku. Rozběhlo se policejní pátrání, které skončilo tím, že byla těla obou nalezena zásahovou jednotkou ve tři hodiny ráno následujícího dne. Jeho otec, který se v bytě nalézal také, byl nezraněn. V bytě Rathjen zanechal dopis, ve kterém se k činu přiznává. Nalezeno bylo také video.

## Útočník
Ihned po útoku započalo rozsáhlé vyšetřování vedené nejvyšším státním zastupitelstvím, které se zabývá vyšetřováním terorismu. Rathjen nebyl před útokem v hledáčku policie, ani kontrarozvědky. Lidmi ve svém okolí byl popisován jako podivín, který měl problém s navazováním kontaktu se ženami. Sousedé ho popsali jako „absolutně nepodezřelého“ a normálního. Ve svém volném čase navštěvoval Rathjen střelnici.
Před útokem sepsal „manifest“, ve kterém projevoval své extrémní rasistické názory, a odpor k přistěhovalcům. Na čtyřiadvaceti stranách tvrdí třeba to, že si velmi brzy všiml „špatného chování určitých skupin obyvatel“. Islám líčí jako destruktivní náboženství. Naopak Němce vnímá jako ty, z kterých vychází to nejlepší. V textu také uvažuje, do jaké míry jsou dnešní Němci „čisté rasy a hodnotní". V souvislosti s tím napsal, že by si dokázal představit snížení počtu německých obyvatel na polovinu. Vyjmenoval také dvacet zemí, jejichž lid by vyhladil.
Dříve publikoval na platformě YouTube video, ve kterém prezentoval své zmatené a paranoidní představy zahrnující sledování tajnými službami. Ty ho dle jeho přesvědčení pronásledovaly celý život, na což „přišel“ ve svých dvaadvaceti letech. Tisíce Němců jsou dle něj sledovány všemocnou tajnou službou, jejíž spolupracovníci dokáží číst myšlenky ostatních a dokonce lidi na dálku řídit. Američany pak v jejich jazyce varoval před tím, že jsou ovládáni temnými silami.

## Reakce
Útok vyvolal silnou politickou i veřejnou reakci. V Hanau, Berlíně a dalších německých městech se uskutečnila pietní setkání. V Berlíně vytvořily stovky lidí řetěz kolem Braniborské brány, v největším hesenském městě Frankfurtu nad Mohanem se sešlo až 3500 lidí.
„Na závěrečné posouzení je příliš brzy,“ řekla v reakci na útoky kancléřka Angela Merkelová. „Ale mnohé nasvědčuje tomu, že pachatel byl motivován pravicovým extremismem, rasismem a nenávistí vůči lidem jiného původu, jiné víry nebo jiného vzhledu“. „Rasismus je jed, nenávist je jed. Tento jed existuje v naší společnosti a nese vinu už na příliš mnoha zločinech,“ dodala. Prezident Frank-Walter Steinmeier uvedl, že stojí na straně všech lidí, které ohrožuje rasistická nenávist. Steinmeier město také osobně navštívil. „Dnes nastala hodina, kdy musíme ukázat, že jako společnost stojíme při sobě, nenecháme se zastrašit, nerozutečeme se,“ uvedl zde.
„Nedokázali bychom si představit horší noc. Samozřejmě se tím budeme ještě dlouho zabývat a zůstane to velmi smutnou vzpomínkou,“ řekl starosta Hanau, Claus Kaminsky, pro deník Bild, krátce po útoku.
„Ohrožení ze strany antisemitismu, rasismu a pravicového extremismu je v Německu velmi vysoké,“ uvedl na tiskové konferenci k útoku německý ministr vnitra Horst Seehofer, a dodal, že pravicový extrémismus je největším nebezpečím, jakému nyní Německo čelí, a přirovnal jej ke krvavé stopě. Varoval také před pokusy o nápodobu činu. Německo zpřísnilo ostrahu veřejných míst, jako jsou letiště a nádraží. Zvláštní bezpečnostní opatření se dotkla i mešit.
Mnohá média dávala útok za vinu také straně Alternativa pro Německo (AfD). Nejsilnější německá opoziční strana, dle těchto názorů útočí na některé skupiny obyvatel, rozsévá nenávist, a rozšiřuje v lidech nejistotu. Většina německých médií dále upozorňovala na rostoucí pravicový radikalismus.
V Německu šlo o další radikálně pravicový zločin, již dříve došlo k vraždě promigračního politika Waltera Lübckeho, nebo k antisemitskému útoku v Halle, při kterém zemřeli dva lidé.